# 利田優子
利田 優子（かがた ゆうこ、1974年8月7日 - ）は、日本の元女性声優。81プロデュースに所属していた。愛知県出身。

## 経歴
元々子供が好きで、小さい時から高校3年生になるまで「私は幼稚園の先生になるんだっ」と思っていた。受験シーズンになっても幼児教育科のある大学の願書を取り寄せていたが、どこかで芝居への夢を捨てきれてなかった。その時、ある人物に相談をしていたところ「後悔するのを恐れているよりは、やってみてから後悔する方が良い」と言われ、「あぁ、そうか」とハッとさせられたことや、芝居を通して子供たちに関わっていけるという事に気付いて進路変更した。
声優にこだわったのは、高校生の頃、映画研究部に所属していたことが大きく、高校時代は、演劇部がなく、「洋画も好きだし」と思い、映画研究部に所属。「みんなでビデオを観て研究する部なのか」と思っていたところ、8ミリ映画を製作する部で、そこで、初めてアフレコを体験。その時「（あっ、あってるな。仕事に出来たらな）」と感じ、それが、声優を意識した最初だった気がしていたという。
2004年に声優業を引退。「アトリエシリーズ」で演じていたパメラ・イービス役は、『マナケミア 〜学園の錬金術士たち〜』以降のシリーズ作品では谷井あすかが引き継いで担当している。
2018年『メモリーズオフ -Innocent Fille-』にてかつて演じた双海詩音役として再びキャスティングされ、ゲスト出演している。2020年6月27日配信の『メモオフ20周年生放送 ～ようこそ！YuKuRuへ～』(顔出し出演)、2021年9月11日開催の『memories off 20周年+1記念イベント 藤川市✕澄空市 合同成人式&同窓会』など、メモリーズオフ関連のイベントにはその後も出演している。

## 人物
趣味は紅茶、読書、アロマテラピー、パソコン。
好きな言葉は「のんびり　ゆっくり　一歩づつ」。

## 出演
太字はメインキャラクター。

### テレビアニメ
- うちゅう人 田中太郎（マダク・マイコ）
- 快傑蒸気探偵団（1999年、男の子A）
- コレクター・ユイ（1999年、如月春菜 / コレクター・ハルナ）
- ロボットパルタ（2000年、ピプコ）
- 円盤皇女ワるきゅーレ（2002年、アナウンサーC）
- りぜるまいん（2002年、マイ、るな、ママA、宅配受付、女生徒、生徒、ウェイトレス、赤ちゃん、保母さん、美女、電子音声）
- PEACE MAKER 鐵（2003年、お三津、空蝉）
- BPS バトルプログラマーシラセ（2003年、オペレーター、副長、他）
- プリンセスチュチュ（2003年、ボア代）
- BURN-UP SCRAMBLE（2004年、ウォーリアーズ隊長）

### 劇場版アニメ
- エクスドライバー Nina & Rei Danger Zone（2002年、セス）

### OVA
- Memories Off（2001年、双海詩音[9]）

### ゲーム
- Memories Off（1999年、双海詩音）
- KID MIXセクション（2001年、双海詩音）
- 喫茶店はじめちゃいました。（2001年、赤坂あかね）
- ユーディーのアトリエ 〜グラムナートの錬金術士〜（2002年、パメラ・イービス）
- ヴィオラートのアトリエ 〜グラムナートの錬金術士2〜（2003年、パメラ・イービス）
- メモオフみっくす（2003年、双海詩音）
- イリスのアトリエ エターナルマナ（2004年、パメラ・イービス）
- メモリーズオフ -Innocent Fille- / for Dearest（2018年 - 2019年、双海詩音[8][10]） - 2作品

### テレビ番組
- ひとりでできるもん!（電子レンジのアツコさん、牛乳パックさん、ロンロンちゃん）

### ドラマCD
- Memories Offシリーズ（1999年 - 2003年、双海詩音）
  - Memories Off（1999年）
  - Memories Off ドラマCD（2000年）
  - 留守電メモリーズ 双海詩音編（2001年）
  - Memories Off Bridge（2001年）
  - みんなでつくるメモオフCD!!（2002年）
  - メモオフ演劇部 第一回公演「トレジャーハンター信！」（2003年）
  - メモオフ演劇部・第2回公演「小夜美の逆襲」（2003年）
  - メモオフ演劇部 第三回公演「たるたるくえすと」（2003年）
- 天使禁猟区 創造界編-2：凶夢襲来（2001年、聖巫女、シスター）
- 16-sixteen-（2003年、ありあ）
- ロマネスク バリエ（2003年、アナウンサー）

### その他
- 街ブラマップ（レポーター）

## ディスコグラフィ

### キャラクターソング
| 発売日        | 商品名                                                         | 歌                    | 楽曲                        | 備考                                 |
| ------------- | -------------------------------------------------------------- | --------------------- | --------------------------- | ------------------------------------ |
| 2001年1月11日 | メモリーズオフ・マキシシングル・コレクションVol.2 雨の日の想い | 双海詩音（利田優子）  | 「雨の日の想い」            | ゲーム『Memories Off』関連曲         |
| 2002年5月9日  | みんなでつくるメモオフCD!!                                     | 双海詩音（利田優子）  | 「Thank you Boy〜夏の横顔」 | ゲーム『Memories Off』関連曲         |
| 2002年5月9日  | みんなでつくるメモオフCD!!                                     | メモオフ1stメンバー   | 「澄空学園校歌斉唱」        | ゲーム『Memories Off』関連曲         |
| 2002年5月9日  | みんなでつくるメモオフCD!!                                     | 1st&2ndメンバー全15人 | 「雨のち想い出」            | ゲーム『Memories Offシリーズ』関連曲 |
| 2003年7月16日 | KID MUSIC MUSEUM VOL.1                                         | M-flap                | 「夏が終わるまでに」        |                                      |

### ライブ映像
- メモオフ・ファーストコンサート（2002年3月20日）
- メモオフ・セカンドコンサート コンプリートDVD（2003年3月28日）

### ユニットメンバー
1. ↑  荷嶋音緒（清水愛）、飛世巴（仲西環）、双海詩音（利田優子）